# Brecha
Brecha è una rivista settimanale uruguaiana di stampo progressista. Fra i collaboratori è possibile trovare Eduardo Galeano, Mario Benedetti, Raúl Zibechi, Samuel Blixen, Ivonne Trías, Gennaro Carotenuto.